# سلوى في مهب الريح (رواية)
سلوى في مهب الريح  رواية للكاتب المصري محمود تيمور (1894 - 1973) صدرت عام 1947  عن دار الاستقامة للطباعة والنشر والتوزيع في 396 صفحة. يروي محمود تيمور قصة فتاة عاشت في بيئة منحرفة تماما، ورغم طبيعتها المسالمة البريئة، إلا أن التطبع غلب الطبع، ووجدت نفسها في عالم الرذيلة. أسئلة كثيرة يطرحها محمود تيمور من خلال هذا الكتاب.

## ملخص الرواية
نشأت سلوى في الإسكندرية في رعاية جدها، محرومة الأب والأم، فإن أباها طلق أمها لسوء سلوكها، ثم وافاه الموت. ويقدم لنا تيمور بيت الجد المتواضع بكل ما فيه من غلظة الجد ووقاره، وإحساس الفتاة بالعزلة والوَحْدَة، لولا ما كانت تُدْخله عليها خادم البيت «أم يونس» من أنس وطمأنينة. وتنشأ الفتاة على البراءة والطهارة، ويأخذها جدها بحفظ بعض سور الذكر الحكيم. ويتصادف أن تشهد مع خادمها احتفال جمعية العروة الوثقى، فتتعرف على فتاة ثرية من الطبقة الأرستقراطية؛ إذ كانت بنتًا لأحد الباشوات. وتنعقد بينهما أواصر الصداقة، وتتعرف عندها على خطيبها «شريف» وشاب يسمى «حمدي» كان صديقًا لشريف. ويتوفَّى جدها، فتعيش فترة عند صاحبتها، ترعاها. وتعلم الأم بموت الجد فتحضر؛ لتأخذ بنتها، وتقيم معها بحي السيدة زينب في القاهرة، وتظل على علاقتها بصديقتها، وتعرف حقيقة أمها، وتشب على أسرارها وما تتردى فيه من علاقات أثيمة.
تتطور الحوادث فتموت أمها، وتتزوج صديقتها بشريف، وتتزوج هي بحمدي، وكان من أسرة متوسطة متواضعة، ويصاب بالسل فينقل إلى المستشفى، وتنشأ في هذه الأثناء صلة حب بينها وبين شريف. ويتطور هذا الحب إلى مغامرة رهيبة جنتها عليها وراثتها السيئة. ويندفع شريف الشاب الثري المترف في القمار، ويفقد ماله ووظيفته وينتحر فرارًا من الحياة. ويموت حمدي بدائه. وتعمد سلوى إلى العمل في مشغل للحياكة، وهي حامل، وتلد في مستشفى وليدها؛ ولكنه يموت. ويُؤْتَى لها بطفل ترضعه؛ لأن أمه مريضة ولا تستطيع أن تقدم له غذاءه، وتحس نحوه بحنان، ثم تكتشف أنه ابن صديقتها سنية من شريف، وتغفر لها سنية زلتها معها، وتتخذها مرضعة لطفلها.

## مقتطفات من الرواية
لا أذكر من تاريخ حياتي قبل العاشرة من عمري إلا أطيافًا شاحبة. في تلك الفترة كان يَكْفُلني جدي لأبي، فأقمت معه في منزلنا العتيق، منزل لا فخامة فيه، تحيط به حديقة شعثاء، ويطل على حارة منزوية لا تُطْرَق، وكان جدي منذ تُوفي أبي قد أخلد إلى العزلة وآثر الوَحْدَة، وتوضحت على محيَّاه سمات التجهم للدنيا والتبرم بالحياة. ولم يكن يزوره إلا رجل علت به السن، وقوضت بناءه الأيام، يدعى «الطوخي أفندي» فيُمضي كلاهما بعض الوقت في حجرة الضيافة القائمة في ركن من الحديقة، فأراهما حينًا يتناقلان الحديث، وحينًا يلعبان بالنَّرْد ناشطين لا يعتريهما ملال. وكنت أنا في حجرتي يصك سمعي صوتهما مدويًا كهزيم الرعود، فتنتظمني رجفة ويخيل إليَّ أنهما مشتبكان في تضارب وسباب. ولم يكن في الدار من الخدم غير أم يونس والحاج مسرور، الأولى ضامرة عجفاء، توهم من يراها أنها تنوء بالأمراض. ولكنها في الحقيقية صُلْبة العود قوية الأعصاب. أما الحاج مسرور فكان سودانيًّا، أميل إلى البدانة، طلق الوجه، هادئ الصوت. وكان كلاهما يحسن معاملتي ويتعهدني بعطف وحدب؛ فشعرت نحوهما بحب وشغف. وأشد ما كان يسوؤني أن أرى جدي لا يعاملهما بالحسنى، فهو يُنْحي دائمًا عليهما باللائمة، ولا يفتأ يؤاخذهما ويُسفِّه آراءهما في كل شيء.
........
صحبت «أم يونس» يوما إلى «كازينو سان استفانو» لنشهد احتفال «جمعية العروة الوثقى» وتعرفت هناك بفتاة تماثلني سنًا، تدعى «سنية» من أسرة ثرية ذات جاه عريض، فما أسرع أن نبتت بيننا الالفة، وما هو إلا وقت قريب حتى أصبحت لي صديقة مخلصة أبادلها الصداقة والإخلاص. وكانت سنية تفد إلى الإسكندرية مع أسرتها، وكان لها قصر فخم في الرمل يشرف على البحر. تحف به حديقة فياحة بديعة التنسيق يتعهدها بستانيان وقفا عليها جهدهما ودأبهما. وتناوبا حراستها حتى لا يقتحمها أحد فيمسها بسوء. وكان لصديقتي طائفة فاخرة من اللعب، لا أحلم بامتلاك واحدة منها، ولكن هذه اللعب كانت في حوزة «مدموازيل شانتل» مربية سنية، وهى لا تأذن لنا منها إلا ما تريد لا ما نريده نحن. فإذا أذنت لنا بشئ منها وقفت تراقبنا مخافة أن تعمل فيها يد الإتلاف. وكانت إذا انكسرت إحدى اللعب ثارت بنا وانطلقت تعنفنا ما وسعها التعنيف.

## حوار مع المؤلف
كتب الكاتب المصري يوسف القعيد على موقع صحيفة الرأي مقالة عن حوار اجراه الكاتب «محمد عبد الحليم عبد الله» مع محمود تيمور عن الملابسات والحوادث التي كانت سببا في ميلاد قصة «سلوى في مهب الريح»... تأكدت أن محمود تيمور يتذكر أشياء بعيدة عن «سلوى»... ونفس الأشياء التي ذكرها طه حسين عن هذه القصة يوم حملها إليه البريد في صيف ما وهو في فرنسا، قال ذلك طه حسين في خطاب ألقاه في مجمع اللغة العربية في سنة 1950 حين رحب بمحمود تيمور صاحب الرواية عضوا جديدا.
قال طه حسين حسب رواية محمد عبد الحليم عبد الله عن قصة «سلوى» إنها جعلته ينصرف تماما عما كان حريصا على قراءته من الأدب الفرنسي ليقرأها وقد قضى وقتا سعيدا في قراءة الأدب العربي وهو في فرنسا.
قال محمود تيمور لعبد الحليم عبد الله عن الرواية:
- لعل أحداث القسم الأول منها وقع في رمل الإسكندرية أيام كنت أتردد على كازينو سان استيفانو في صيف 1930 .. أيام شبابي.
ثم يصف عبد الحليم عبد الله محمود تيمور كاتبا: وابتسم في استحياء كمن يكتم شيئا فابتسمت مشجعا للذكرى أن تنساب نحو الأديب الكبير. قائلا له:
- أعتقد أننا لسنا بصدد رصد حوادث شخصية دقيقة يا سيدي ولكن.. الذي لا شك فيه أن هناك جزءا من حياة الكاتب يخص جميع الناس.
فسارع مؤمّنا:
- نعم نعم. إنني لا أدري شيئا والذي أريد أن أقوله في صدق ووضوح ويقين هو أن «سلوى» هذه شخصية من الشخصيات التي قابلتها في كازينو سان استيفانو في ذلك الصيف. وكنت أيامها ألتقي بعديد من الشخصيات منها من هو شعبي ومنها من هو غير شعبي، ومن تلك الطبقة المستعلية التي لم تعد موجودة والحمد لله في مجتمعنا. لكنني أحببت سلوى هذه.
- هل أحببت سلوى؟
- أحببت سلوى بمعنى أنها ملكت على تفكيري .. اهتممت بأمرها.. ليس حبا بالمعنى المشهور ولكنه اهتمام بالشخصية والمصير. ولعلك تذكر أن سلوى هذه في القصة فتاة من الشعب انحرفت أمها فاحتضنها جدها. سلوى التي كانت تابعة لبنت زهيري باشا والتي كانت تأكل فضلات طعامها وتلبس خليع ملابسها، كان لا بد لها في هذا الوضع أن تحس بأن إنسانيتها ليست في وضعها الطبيعي، فالعدالة الاجتماعية شيء والصدقات شيء آخر وكلاهما له ظل نفسي وأثر اجتماعي مخالف.. فلسنا نعجب إذ رأينا سلوى تحقد على بنت الباشا فكان اختطاف سلوى لزوج بنت الباشا نوعاً من الاحتجاج على الوضع الاجتماعي الخالي من التكافؤ. وإن كانت الحوادث الدموية في قصة البعث لتولستوي تناسب بلا شك خياله وذكريات شبابه فإن حوادث «سلوى في مهب الريح» تناسب بالضرورة خيالي وذكريات شبابي.
- أنا لا أعرف الكثير عن ذكريات طفولتك. كل علمي أنك ابن العالم الكبير أحمد تيمور باشا. فكيف كنت في ظل هذه الدوحة؟ كيف اقتربت من الفقراء في روايتك هذه؟
- اسمع يا عبد الحليم ... لقد رأيت ناسا يعيشون من ريع الألف فدان ورأيت آخرين معهم يعيشون من ريع «الصفر»... هذا شيء غير معقول، والقوانين الاشتراكية جعلتنا نعيش في مجتمع العدل والكفاية... نعم ... هذا جميل ... وكل كاتب يريد أن يعبر عن هذا المجتمع الجديد المطرد الازدهار لابد أن يذكر أنه كاتب ... وهناك فرق بين القوانين والقصة بل هناك فرق بين القانون نفسه وروح القانون. فروح القانون يعرفها القاضي الذكي وحده وروح الحياة الاشتراكية في الفن والأدب يعبر عنها الكاتب المبدع بطريقة تشبه تطبيق القاضي البارع لروح القانون.
يكتب محمد عبد الحليم عبد الله: قلت لتيمور باشا مع أن الباشوية اختفت من حياتنا منذ سنوات تزيد على العشر.
- طه حسين يقول ما يريد. والعقاد يقول أكثر مما يريد. والحكيم يقول أقل مما يريد ... فطرة
ويختم عبد الحليم عبد الله لقاءه مع محمود تيمور بعبارة دالة تصل إلى حدود العبقرية: «ورأيت أنا بعين الريفي الأصلي دلائل عدم الارتياح في عينيه».
يعقب يوسف القعيد (كاتب المقالة) قائلاً: «نصيحة لقارئ المقال: لو كان لديك وقت فابحث عن رواية: سلوى في مهب الريح لمحمود تيمور، وإن وجدتها وأشك أنك ستجدها مهما حاولت البحث أقول إن وجدتها وأحاول قراءتها لتطل على كتابة الزمن القريب منا. مع أننا نتعامل معه على أنه زمن قديم موغل في القدم. وأيضا لتقارن بين ما قاله محمود تيمور لعبد الحليم عبد الله عن أساس القصة أو قصة القصة وبين القصة نفسه»،

## نقد وتعليقات
جاء في كتاب  «الأدب العربي المعاصر في مصر» للكاتب شوقي ضيف: «القصة محبوكة الأطراف، لا تقرؤها حتى تشعر بلذة، مردُّها إلى خبرة الكاتب بفن القصة وما يحتاجه من تشابك الحوادث والمفارقات والمفاجآت، وما يتخلل ذلك من نقد وفكاهة وتهكم وصراع. إنه قصاص بارع قد عرف أصول القصة، وطالما كتب في هذه الأصول بمقدمات قصصه، وقد أفردها ببحث مستقل، فهو أستاذ ماهر لا تعوزه ثقافة في عمله. والشخصيات واضحة تمام الوضوح، وهي تنكشف تارة بوصف الكاتب لها، وتارة بسلوكها وأقوالها، وألقيت على سلوى أضواء كثيرة تصور تطورها النفسي من فتاة طاهرة إلى فتاة دنسة تعسة، وقد كانت اليد التي تنكرت لها هي نفسها اليد التي تقدمت لها في محنتها، تريد أن تخرجها منها. فالخير الذي يؤمن به الكاتب لا يزال يرسل شعاعه على البشر وما انطووا عليه من شرور. وتُصوِّر القصة طبقاتنا المختلفة من غنية وفقيرة، وتحلَّل هذه الطبقات في خلقها وفي سموها ومباذلها، كما تحلَّل الشخصيات تحليلًا عميقًا، وهو تحليل يتناول الظاهر كما يتناول الباطن»، ويتابع الكاتب قائلاً: «هذا الأسلوب البارع في رسم الشخصيات كتَب تيمور قصته، كما كتب قصصه وأقاصيصه الأخرى التي يثير فيها مشاكل مجتمعه وما ينطوي فيه من نقائص وعيوب. وعلى الرغم من أنه يستمد قصصه من بيئته وشخوص وطنه غالبًا فإنه لا يقف عند نظرة محلية خاصة؛ بل يرتفع إلى نظرة إنسانية عامة، ويبدو ذلك واضحًا في أعماله الأخيرة، وهو دائمًا تشيع الرحمة في جوانب نفسه، ويشعر بالأسى لمن يصفهم في مِحَنهم، فلا يعنف عليهم. وكل ذلك يسوقه في عرض شائق بسيط لا تعقيد فيه ولا تكلف؛ وإنما فيه الصدق وهدوء الطبع واعتدال المزاج».

فيلم "سلوى في مهب الريح" 1962

نشرت مجلة الرسالة في عددها 866 في باب «الأدب والفن في أسبوع» بتاريخ 6 فبراير 1950 مقالة عن استقبال الكاتب محمود تيمور بالمجمع اللغوي وكانت كلمة الاستقبال للدكتور طه حسين حيث قال: «أنت كاتب حلو النفس عذب الروح خفيف الظل لا تثقل على قارئك مهما تطل عشرته، وأذكر أني تلقيت بباريس كتابك (سلوى في مهب الريح) فترددت في قراءته وآثرت أن أقرأ ما أقرأ من الأدب الفرنسي ولا سيما حينما أكون في فرنسا ولكني لا أستطيع أن أرد نفسي عن قراءة آثارك، فأخذت نفسي بقراءة صحف منه بين حين وحين على ألا يصرفني عما أنا فيه من قراءة، وأقسم أني ما بدأتها حتى أعرضت عن كل ما سواه ومضيت في القراءة حتى إني لم أقطعها القراءة إلا حين لم يكن من قطعها بد».

## «سلوى في مهب الريح» في السينما
أنتجت السينما رواية محمود تيمور «سلوى في مهب الريح» عام 1962 وقام بكتابة السيناريو والحوار والإخراج السيد بدير. قامت بدور سلوى الفنانة زبيدة ثروت وشاركها في البطولة شكري سرحان وحسن يوسف ومحمود المليجي وظهر رشدي أباظة كضيف شرف. قام الدكتور المهندس محمد الديب باستخدام التقتية الحديثة لتلوين الأفلام المصرية القديمة وكان من ضمنها فيلم «سلوى في مهب الريح.»

## وصلات خارجية
https://rashf.com/book/9320 سلوى في مهب الريح (رواية)
https://al-maktaba.org/book/9981/287 سلوى في مهب الريح (رواية)
https://al-maktaba.org/book/9981/287#p1 سلوى في مهب الريح (رواية)
https://www.goodreads.com/book/show/6343955 سلوى في مهب الريح (رواية)
https://www.imdb.com/title/tt0369891/?ref_=nm_flmg_act_7 سلوى في مهب الريح (رواية)